# بلاو کیت
بلاو کیت (به هلندی: Blauwe Keet) یک منطقهٔ مسکونی در هلند است که در دن هلدر واقع شده‌است.